# Bladensburg (Ohio)
Bladensburg – jednostka osadnicza w Stanach Zjednoczonych, w stanie Ohio, w hrabstwie Knox.